# Мила Розі О'Грейді (фільм, 1943)
«Мила Розі О'Грейді» (англ. Sweet Rosie O'Grady) — американський мюзикл режисера Ірвінга Каммінгса 1943 року.

## Сюжет
Зірка мюзик-холу Мадлен Марлоу залишає Лондон, вона прагне повернутися додому, і тому Семюел А. Макгі журналіст «Поліцейської газети», виставив її як колишню королеву пародії Розі О'Грейді. Щоб повернутися назад вона оголошує, що Сем є насправді її наречений. В свою чергу, він опублікував пісню про Розі і починає, начебто боротися між двома ірландськими газетами через нього і її сценічне шоу.

## У ролях
- Бетті Грейбл — Мадлен «Медж» Марлоу / Розі О'Грейді
- Роберт Янг — Семюел А. Макгі
- Адольф Менжу — Том Моран
- Реджинальд Гардінер — Чарльз, герцог Тріппінхам
- Вірджинія Грей — Една Ван Дайк
- Філ Ріган — Кларк, композитор / вокаліст
- Сіг Руман — Джо Флюгелмен
- Алан Дайнгарт — Артур Скіннер
- Гобарт Кавано — Кларк
- Френк Орт — таксист
- Джонатан Гйл — містер Фокс